# Франк, Станислав
Станислав Франк (чеш. Stanislav Frank, 18 апреля 1930, Пршеров, Первая Чехословацкая республика — 24 ноября 2008, Чехия) — чешский учёный-ихтиолог, аквариумист, фотограф, доктор естественных наук (RNDr.), с января 1968 по июнь 1976 годов главный редактор чешского журнала об аквариумистике и террариумистике «Akvárium terárium», автор многих публикаций и книг по аквариумистике. В странах бывшего Советского Союза известен как автор популярного в 1970—80-х годах красочно иллюстрированного издания «Иллюстрированная энциклопедия рыб», которое переиздавалось несколько раз.
Некоторые книги:
- Stanislav Frank, Ladislav Andódi. Akváriové ryby (= Аквариумные рыбки). — Praha: Obzor, 1969. — 248 s.
- Stanislav Frank, Jan Hanzák, Jiří Vostradovský, Jiří Felix , Il. Antonín Pospíšil. Světem zvířat : Pláštěnci, bezlebeční, ryby, obojživelníci a plazi (= Мир животных: оболочники, головоногие моллюски, рыбы, амфибии и рептилии). — IV. díl. — Praha: Albatros, 1969. — 615 s., [4], 1. vyd.
- Stanislav Frank. Velký obrazový atlas ryb (= Большой иллюстрированный атлас рыб). — Vyd. 1. — Praha: Artia, 1972. — 557 s.
  - Франк Ст. Иллюстрированная энциклопедия рыб / пер. с чеш. Д. Мейснера, под ред. проф. П. А. Моисеева. — 3-е изд. — Прага: Артия, 1983. — 558 с.
- Otakar Štěpánek, Il. Václav Jan Staněk, Stanislav Frank, Rudolf Zukal, Sláva Štochl, Jiří Haleš, Jaroslav Eliáš. Kapesní atlas ryb, obojživelníků a plazů (= Карманный атлас рыб, амфибий и рептилий). — Vyd. 2. — Praha: Státní pedagogické nakladatelství, 1973. — 237 s.
- Stanislav Frank. Veľký obrazový atlas rýb (= Большой иллюстрированный атлас рыб). — Vyd. 1. — Praha: Mladé letá, 1976. — 567 s.
- Stanislav Frank. Jak žijí ryby (= Как живут рыбы). — Praha: Artia, 1977. — 191 s.
- Stanislav Frank, Rudolf Zukal, Karel Rataj. 333x jak a proč (= 333 раза как и почему). — Vyd. 1. — Praha: Svépomoc, 1982. — 374 s.
- Stanislav Frank, Rudolf Zukal, Il. Karel Rataj. Jak se stát akvaristou (= Как стать аквариумистом). — Praha: Svépomoc, 1982. — 162 s., 32 nečíslovaných obrazových příloh.
- Stanislav Frank. Akváriové ryby (= Аквариумные рыбки). — Praha: Artia, Príroda, 1984. — 351 s.
- Stanislav Frank. Akvaristika (= Аквариумистика). — Praha: Práce, 1984. — 364 s., 53 nečíslovaných obrazových příloh.
- Rudolf Zukal, Orazio Gentileschi, Il. Stanislav Frank. Akvarijní ryby (= Аквариумные рыбки). — Praha: Svépomoc, 1984. — 237 s., [62] s. barev. obr. příl, 8. vyd.
- Stanislav Frank, Il. Stanislav Frank. Sladkovodní akvaristika: všechno o sladkovodní akvaristice — péče o ryby, jejich zdravý vývoj a úspěšný chov (= Пресноводная аквариумистика: всё о пресноводной аквариумистике — уход за рыбками, их здоровое развитие и успешное разведение). — Praha: Cesty, 2000. — 247 s.